# ماركوس ويتمان
ماركوس ويتمان (بالإنجليزية: Marcus Whitman)‏ هو طبيب ومبشر أمريكي، ولد في 4 سبتمبر 1802 في راتشفيل في الولايات المتحدة، وتوفي في 29 نوفمبر 1847 في أوريغون في الولايات المتحدة.

## وصلات خارجية
- ماركوس ويتمان على موقع الموسوعة البريطانية (الإنجليزية)